# Henri Charrière
Henri Charrière, född 16 november 1906 i Saint-Étienne-de-Lugdarès i Ardèche i Frankrike, död 29 juli 1973 i Madrid i Spanien, var en fransk brottsling och författare. Han är mest känd för boken Papillon – Räddningens öar från år 1969, som han påstod vara en sann framställning av hans upplevelser som livstidsfånge i Franska Guyana åren 1931–1945. 
Den som kassaskåpssprängare kände Charrière dömdes 1931 till livstids fängelse för mordet på den bekante småtjuven och hallicken Roland Legrand. Flera av Charrières berättelser om sina äventyr i fängelset och på flykt har genom kritiska undersökningar kunnat kopplas till helt andra personer, medan andra delar kan misstänkas vara helt påhittade. 2005 hävdade en före detta medfånge, Charles Brunier (1901–2007), att han var den verkliga Papillon. 